# Moulins (quận)
Quận Moulins là một quận của Pháp, nằm ở tỉnh Allier, ở vùng Auvergne-Rhône-Alpes. Quận này có 12 tổng và 111 xã.

## Các đơn vị hành chính

### Các tổng
Các tổng của quận Moulins là: 
1. Bourbon-l'Archambault
2. Chantelle
3. Chevagnes
4. Dompierre-sur-Besbre
5. Lurcy-Lévis
6. Le Montet
7. Moulins-Ouest
8. Moulins-Sud
9. Neuilly-le-Réal
10. Saint-Pourçain-sur-Sioule
11. Souvigny
12. Yzeure

### Các xã
Các xã của quận Moulins, và mã INSEE là: 
| 1. Agonges (03002)                    | 2. Aubigny (03009)                    | 3. Aurouër (03011)                  | 4. Autry-Issards (03012)          |
| 5. Avermes (03013)                    | 6. Bagneux (03015)                    | 7. Barberier (03016)                | 8. Bayet (03018)                  |
| 9. Beaulon (03019)                    | 10. Bessay-sur-Allier (03025)         | 11. Besson (03026)                  | 12. Bourbon-l'Archambault (03036) |
| 13. Bransat (03038)                   | 14. Bresnay (03039)                   | 15. Bressolles (03040)              | 16. Buxières-les-Mines (03046)    |
| 17. Cesset (03049)                    | 18. Chantelle (03053)                 | 19. Chapeau (03054)                 | 20. Chareil-Cintrat (03059)       |
| 21. Charroux (03062)                  | 22. Chemilly (03073)                  | 23. Chevagnes (03074)               | 24. Chezelle (03075)              |
| 25. Château-sur-Allier (03064)        | 26. Châtel-de-Neuvre (03065)          | 27. Châtillon (03069)               | 28. Chézy (03076)                 |
| 29. Contigny (03083)                  | 30. Coulandon (03085)                 | 31. Coulanges (03086)               | 32. Couleuvre (03087)             |
| 33. Couzon (03090)                    | 34. Cressanges (03092)                | 35. Deneuille-lès-Chantelle (03096) | 36. Deux-Chaises (03099)          |
| 37. Diou (03100)                      | 38. Dompierre-sur-Besbre (03102)      | 39. Fleuriel (03115)                | 40. Fourilles (03116)             |
| 41. Franchesse (03117)                | 42. Gannay-sur-Loire (03119)          | 43. Garnat-sur-Engièvre (03120)     | 44. Gennetines (03121)            |
| 45. Gipcy (03122)                     | 46. Gouise (03124)                    | 47. La Chapelle-aux-Chasses (03057) | 48. La Ferté-Hauterive (03114)    |
| 49. Laféline (03134)                  | 50. Le Montet (03183)                 | 51. Le Theil (03281)                | 52. Le Veurdre (03309)            |
| 53. Limoise (03146)                   | 54. Loriges (03148)                   | 55. Louchy-Montfand (03149)         | 56. Lurcy-Lévis (03155)           |
| 57. Lusigny (03156)                   | 58. Marcenat (03160)                  | 59. Marigny (03162)                 | 60. Meillard (03169)              |
| 61. Meillers (03170)                  | 62. Mercy (03171)                     | 63. Molinet (03173)                 | 64. Monestier (03175)             |
| 65. Montbeugny (03180)                | 66. Montilly (03184)                  | 67. Montord (03188)                 | 68. Monétay-sur-Allier (03176)    |
| 69. Monétay-sur-Loire (03177)         | 70. Moulins (03190)                   | 71. Neuilly-le-Réal (03197)         | 72. Neure (03198)                 |
| 73. Neuvy (03200)                     | 74. Noyant-d'Allier (03202)           | 75. Paray-le-Frésil (03203)         | 76. Paray-sous-Briailles (03204)  |
| 77. Pierrefitte-sur-Loire (03207)     | 78. Pouzy-Mésangy (03210)             | 79. Rocles (03214)                  | 80. Saint-Aubin-le-Monial (03218) |
| 81. Saint-Ennemond (03229)            | 82. Saint-Germain-de-Salles (03237)   | 83. Saint-Gérand-de-Vaux (03234)    | 84. Saint-Hilaire (03238)         |
| 85. Saint-Léopardin-d'Augy (03241)    | 86. Saint-Martin-des-Lais (03245)     | 87. Saint-Menoux (03247)            | 88. Saint-Plaisir (03251)         |
| 89. Saint-Pourçain-sur-Besbre (03253) | 90. Saint-Pourçain-sur-Sioule (03254) | 91. Saint-Sornin (03260)            | 92. Saint-Voir (03263)            |
| 93. Saligny-sur-Roudon (03265)        | 94. Saulcet (03267)                   | 95. Souvigny (03275)                | 96. Target (03277)                |
| 97. Taxat-Senat (03278)               | 98. Thiel-sur-Acolin (03283)          | 99. Toulon-sur-Allier (03286)       | 100. Treban (03287)               |
| 101. Tronget (03292)                  | 102. Trévol (03290)                   | 103. Ussel-d'Allier (03294)         | 104. Vaumas (03300)               |
| 105. Verneuil-en-Bourbonnais (03307)  | 106. Vieure (03312)                   | 107. Villeneuve-sur-Allier (03316)  | 108. Voussac (03319)              |
| 109. Ygrande (03320)                  | 110. Yzeure (03321)                   | 111. Étroussat (03112)              |                                   |